# Kertijayan
Kertijayan is een bestuurslaag in het regentschap Pekalongan van de provincie Midden-Java, Indonesië. Kertijayan telt 5564 inwoners (volkstelling 2010).